# فیدینگتون
فیدینگتون (به انگلیسی: Fiddington) یک روستا و محله مدنی در بریتانیا است که در سژمور واقع شده‌است. فیدینگتون ۲۹۸ نفر جمعیت دارد.